# NGC 2487
NGC 2487 (również PGC 22343 lub UGC 4126) – galaktyka spiralna z poprzeczką (SBb), znajdująca się w gwiazdozbiorze Bliźniąt. Odkrył ją Albert Marth 7 listopada 1864 roku.
W galaktyce tej zaobserwowano do tej pory jedną supernową – SN 1975O.